# Topsfield (Massachusetts)
Topsfield és una població dels Estats Units a l'estat de Massachusetts. Segons el cens del 2000 tenia 6.141 habitants.

## Demografia
Segons el cens del 2000, Topsfield tenia 6.141 habitants, 2.099 habitatges, i 1.712 famílies. La densitat de població era de 186,1 habitants/km².
Dels 2.099 habitatges en un 40,2% hi vivien nens de menys de 18 anys, en un 73,7% hi vivien parelles casades, en un 0% dones solteres, i en un 18,4% no eren unitats familiars. En el 16% dels habitatges hi vivien persones soles el 9,2% de les quals corresponia a persones de 65 anys o més que vivien soles. El nombre mitjà de persones vivint en cada habitatge era de 2,87 i el nombre mitjà de persones que vivien en cada família era de 3,22.
Per edats la població es repartia de la següent manera: un 28,2% tenia menys de 18 anys, un 4,6% entre 18 i 24, un 24,7% entre 25 i 44, un 27% de 45 a 60 i un 15,4% 65 anys o més.
L'edat mediana era de 41 anys. Per cada 100 dones de 18 o més anys hi havia 90,3 homes.
La renda mediana per habitatge era de 96.430 $ i la renda mediana per família de 104.475$. Els homes tenien una renda mediana de 67.428 $ mentre que les dones 43.780$. La renda per capita de la població era de 37.770$. Entorn del 0,4% de les famílies i l'1,7% de la població estaven per davall del llindar de pobresa.